# Rubinola
Rubinola är en äppelsort med ursprung i Tjeckien, och är en korsning mellan sorterna Rubin och Prima. Det är ett klotrunt äpple med gulröd färg och har en frisk, söt och lite syrlig aromatisk smak. Sorten finns att köpa i butik september-november.
Sorten introducerades i handeln 1997 och blev populär att odla i Sverige under 2000-talet. Det är en frisk sort, som var resistent mot skorv och motståndskraftig mot mjöldagg. Sortens friskhet gör den lämplig för ekologisk odling, men skorvresistensen har tyvärr brutits [källa behövs] och sorten minskar därför som ekologiskt odlad. Sorten minskar även i andra länder än Sverige, eftersom den inte ger tillräckliga stora skördar per hektar. I konventionella svenska äppelodlingar förekommer sorten flitigt, eftersom den är omtyckt bland konsumenter. Rubinola är den fjärde viktigaste sorten i svensk yrkesodling.